# تاكايوكي ياغي
تاكايوكي ياغي (باليابانية: 八木隆行؛ بالكانا: やぎ たかゆき) هو مصارع محترف ياباني، ولد في 20 مايو 1975 في تشيبا في اليابان.

## روابط خارجية
- تاكايوكي ياغي على موقع CageMatch worker (الإنجليزية)
- تاكايوكي ياغي على موقع قاعدة بيانات المصارعة على الإنترنت (الإنجليزية)